# McFadden Lake
McFadden Lake är en sjö i Algoma District i provinsen Ontario i den sydöstra delen av Kanada. McFadden Lake ligger 250 meter över havet. Sjön har sitt utlopp i öster och vattnet rinner i en båge norrut till Lake Duborne.